# El que se enamora pierde
El que se enamora pierde es una película colombiana de 2018 dirigida y escrita por Fernando Ayllón y protagonizada por Ricardo Quevedo, Iván Marín, Liss Pereira, Lorna Cepeda, María Cecilia Botero, Linda Baldrich, Carolina Sarmiento y Bruno Díaz.

## Sinopsis
Érika es una importante fotógrafa que queda embarazada de su novio. Sin embargo, descubre que no siente nada por ella y que le es infiel constantemente. Para pasar su pena recurre a su compañero de trabajo Nicolás, sin saber que quiere vengarse de ella por un antiguo pleito. Sin embargo, con el paso del tiempo y los azares de la oficina, ambos empiezan a enamorarse.

## Reparto
- Ricardo Quevedo como Nicolás
- Liss Pereira como Érika
- Lorna Cepeda como Clemencia
- Linda Baldrich como Alaska
- Joavany Álvarez como Juan Carlos
- María Cecilia Botero como Gioconda "la jefa"
- Carolina Sarmiento como Noraima